# 争取自由和民主欧洲运动
争取自由和民主欧洲运动（英語：Movement for a Europe of Liberties and Democracy）是一個已解散的欧洲怀疑主义的欧洲政党，由歐洲各國共8個欧洲怀疑主义的政黨聯合組成。

## 成員
- 法國保卫法国运动
- 希腊人民东正教阵线
- 斯洛伐克斯洛伐克民族党